# Jean-Baptiste Papin
Pour les articles homonymes, voir Papin.
Jean-Baptiste Papin, premier comte de Saint-Christau, né le 10 novembre 1756 à Aire-sur-l'Adour, mort le 3 février 1809 à Paris, est un homme politique, juriste, avocat et propriétaire foncier français.
Il est membre du Conseil des Anciens de 1797 à 1799, du Corps législatif de 1799 à 1804 puis du Sénat conservateur de 1805 à 1809. Parlementaire peu remarqué et sans envergure, il est néanmoins pantheonisé l'année de sa mort par décision de Napoléon Ier, alors amant de sa fille, Adèle Duchâtel.

## Biographie
Jean-Baptiste Papin commence sa carrière comme « homme de loi » (avocat), puis receveur des finances à la fin de l'Ancien Régime. Sa carrière prend une tournure politique après son mariage et dans le contexte de la Révolution française, qui le mène à Mont-de-Marsan et à Paris. Il est anobli par l'empereur Napoléon Ier le 8 mai 1808, avec le titre de comte de Saint-Christau, du nom d'un quartier de Benquet.

### Carrière politique
Le 22 germinal an V (11 avril 1797), il est élu comme représentant du peuple au Conseil des Anciens avec 142 voix sur 196 par l'assemblée électorale réunie à l'église paroissiale de Mont-de-Marsan.
Le 18 brumaire an VIII, il se rallie au coup d’État de Bonaparte. Sous le Consulat, il est élu député des Landes au Corps Législatif le 4 nivôse an VIII.
Le 4 nivôse an VII (24 décembre 1798), il devient député des Landes au Corps législatif.
Le 12 pluviôse an XII (2 février 1804), il est appelé au Sénat conservateur, où il vote avec la majorité. D’ailleurs, il ne se fait remarquer dans aucune des assemblées où il est appelé à siéger.
Il partage alors son temps entre son domicile parisien et son hôtel Papin de Mont-de-Marsan. « Il ne se fit remarquer dans aucune de ces assemblées et vota silencieusement avec la majorité ».

### Famille
La famille Papin est honorablement connue à Aire-sur-l'Adour, dès la fin du XVIIe siècle. Elle appartient à la bonne bourgeoisie de la ville, le titre de « seigneurs de Bruilhet » lui donnant au XVIIIe siècle l'apparence de la noblesse. Ses membres sont alors notaires, juges et avocats, gravissant progressivement mais avec constance les différents degrés de l'échelle sociale.
Jean-Baptiste Papin est le fils de  Louis Papin, juge  à Aire-sur-l'Adour, et de Marie Laffaille. Il épouse le 12 septembre 1780, dans l'église Notre-Dame de Latrille, Marie Baptiste Francine née le 16 février 1762, fille de Jacques Francine, négociant de Saint-Sébastien et de défunte Marianne Lafitte.
Les époux Papin ont eu au moins quatre enfants nés à Aire-sur-l'Adour :
- le 4 juillet 1782 naît une fille prénommée Antoinette Marie lors de son baptême, mais qui se fera par la suite appelée Marie Antoinette Adèle à la suite d'un jugement du 13 Fructidor an X dont mention est portée en marge de son acte de baptême. Celle-ci épouse en 1802 un noble breton plus âgé de 30 ans, Charles Duchâtel. Elle est la maîtresse de Napoléon Ier de 1804 à 1805. Joséphine de Beauharnais aurait reconnu que Napoléon n'a vraiment aimé que trois femmes : elle-même, Marie Walewska, et Mme Duchâtel, née Papin. D’après Gabriel Cabannes, « [...] dans l'intimité de l'Empereur, il y a eu deux femmes : Mme Walewska et Mme Duchâtel, pour lesquelles l'histoire a toutes les indulgences. Elles ne paraissent pas en avoir été indignes. » Veuve Duchâtel, Marie Antoinette Adèle est décédée le 20 mai 1860 à Paris.
- le 12 juillet 1783 naît Louis, dont nous ne savons rien.
- le 5 août 1784 naît Joseph Dominique Papin, qui va devenir trésorier général des Invalides, conseiller général des Landes et maire de Benquet, où il meurt le 6 octobre 1841.
- et le 28 novembre 1785, est baptisée Marie Jacqueline qui, en vertu du même jugement du 13 Fructidor an X, deviendra Marie Jacqueline Jenny. Elle meurt à Paris le 17 juillet 1832[1].

### Propriétaire foncier
C'est à son épouse que Jean-Baptiste Papin doit l'essentiel de sa promotion sociale et patrimoniale. Issue d'un milieu d'affaires, c'est en effet elle qui constitue et gère la fortune familiale. Dès l'élection de son mari au Conseil des Anciens, puis sous le Consulat et le Premier Empire, elle achète au nom de son époux ou de ses enfants de nombreuses propriétés dans les Landes. Cette aisance financière permet à toute la famille de mener grand train, que ce soit à Paris, Mont-de-Marsan ou Benquet, commune où la famille Papin constitue un domaine important centré autour du château vieux.
Le 9 mai 1801, Jean-Baptiste Papin rachète à Jean-François d'Aon un hôtel particulier à Mont-de-Marsan qui prend dès lors le nom d'Hôtel Papin, où Napoléon Ier séjourne le 13 avril 1808 lors de son passage à Mont-de-Marsan. En 1808, Jean Baptiste Papin reçoit le titre de comte de Saint-Christau, du nom d'un quartier de Benquet où il possède un domaine foncier important et un château.

### Postérité
Il meurt à Paris en 1809. À sa mort, ses mérites sont jugés suffisamment exceptionnels pour que son corps reçoive le suprême honneur d’être inhumé parmi les grands hommes de la France, au Panthéon de Paris. Les raisons ne sont pas établies par les historiens, ses mérites semblant en réalité bien minces pour un tel honneur. En effet, il ne se distingue dans aucune des assemblées auxquelles il appartient, y étant effacé et ne prenant jamais la parole, votant en silence avec la majorité. Cet honneur posthume est peut-être dû à une supposée et lointaine parenté avec l'impératrice Joséphine ou en raison des liens qui unissent l'empereur et la fille aînée du comte Papin.